# Passiflora tuberosa
Passiflora tuberosa Jacq. – gatunek rośliny z rodziny męczennicowatych (Passifloraceae Juss. ex Kunth in Humb.). Występuje naturalnie w Wenezueli, Trynidadzie i Tobago oraz Gujanie. Według niektórych źródeł rośnie także w Brazylii i Surinamie.

## Morfologia
PokrójZielne, trwałe, owłosione liany.
LiścieLancetowate lub podłużnie lancetowate, skórzaste. Mają 4–16 cm długości oraz 4–12 cm szerokości. Całobrzegie, z tępym wierzchołkiem. Ogonek liściowy jest owłosiony i ma długość 10–35 mm. Przylistki są liniowe o długości 3–5 mm.
KwiatyPojedyncze lub zebrane w pary. Działki kielicha są deltoidalne, mają 1,5-2,5 cm długości. Płatki są podłużne, mają 0,6–1,5 cm długości. Przykoronek ułożony jest w jednym lub dwóch rzędach, biało-fioletowy.
OwoceMają jajowaty kształt. Mają 1–1,5 cm średnicy.

## Biologia i ekologia
Występuje na terenach nizinnych – w lasach i na brzegach rzek.